# Scomber colias
Espèce
Statut de conservation UICN

 LC  : Préoccupation mineure
Scomber colias (du grec σκομβρος, skombros : thon ou maquereau et de κολιός, maquereau) est un maquereau blanc qui se trouve dans l'océan Atlantique sur les côtes est et ouest, en mer Méditerranée et au sud de la mer Noire,. En France, Somber colias n'a pas réellement d'équivalent en nom "vulgaire". Par exemple, au tome quinze de l'encyclopédie Le royaume des animaux de 1973, Scomber colias est appelé maquereau espagnol. Sur FishBase, on peut lire : atlantic chub mackerel (maquereau blanc de l'Atlantique).

## Description
Ce maquereau possède un corps fusiforme mais renflé, vert bleu sur le dos et argenté en-dessous. Il possède deux nageoires dorsales dont l’antérieure est épineuse, et des nageoires ventrales situées très en avant, presque au niveau des nageoires pectorales. Un rang de petites nageoires court de la deuxième dorsale à la caudale et un rang identique part de l’anale.